# Rothari longobárd király
Rothari, más írásmóddal Chrothar, Chrothachar (latinul: Rotharius), (606 – 652) a longobárdok vitéz és igazságszerető királya 636-tól haláláig (saját számítása szerint (Edictus Rothari) sorrendben a 17-ik). Uralkodása alatt a katolikus hit nemcsak a longobárdok, hanem a velük jött pannoni és noricumi törzsek sorában is elterjedt.

## Élete
A Harod nemzetségből származott. Édesapja Nandinig, pannoniai születésű, ősei Hiltzo, Alaman, Adhamund és Noctzo – ezek a pannoniai korszakból egyedül ismert nem királyi származású longobard személyek. Rothari uralmát a Lethingekkel kötött házasság legitimizálta: felesége Gundeberga, Theodelinda leánya, Wacho dédunokája volt. Rothari türelmet tanúsított a katholikusok iránt és országában mindinkább tért foglalt az egyedül üdvözítő hit. Alig volt város, ahol az ariánus püspök mellett ne lett volna ott a katolikus püspök is, sőt Pavia ariánus püspöke maga is áttért. A király Keresztelő szent János bazilikájába temettette magát.

## Rothari törvénykönyve
Uralkodásának legkimagaslóbb ténye volt, hogy összeíratta a longobárd jogszokásokat és e törvénykönyvet az országnagyok és a nép hozzájárulásával megerősítette. 643. november 22.-én kiadott művében teljesen szakított a római joggal. A meleg ég alatt hideg germán nézetek szerint alkotta meg Itália jövendő jogát, a lombárd jogot. Csak a longobárdok és a velük bevándorolt germánok érdekeire ügyelt, például egy longobárd megöletésért kétszer annyi vérdíjat kellett fizetni, mint egy rómaiért. Szigorú büntetéseket tartalmazott az uralkodó élete és az állam biztossága elleni merénylőkre, de főelve volt az alattvalók személyének és vagyonának védelme. Nagy gondot fordított a női becsület megoltalmazására és kárhoztatta a boszorkányokban való hitet.
Részlet a törvénykönyvből:
| Eredeti LXXVII. De haldius et servus menisteriales, de illos viro menisteriales, qui docti domui nutriti, aprouati sunt. LXXVIII. Si quis haldium alienum aut servum menesterialem percusserit, si vulnus aut libor apperuerit, pro una ferita conponat sol. unum, si duas fecirit, dit solidos dao, si tres ficerit, dit solidos tres si quattuor ficerit, dit solidos quattuor, si vero amplius duraverit, non numerentur. | Fordítása 77. Az itáliaiakról (vagyis a hódoltakról) és a ministerialisok szolgáiról, továbbá azokról, kiket otthon tanítanak, táplálnak és nevelnek. 78. Ha valaki valamely idegen itáliait vagy valamely ministerialis szolgáját megsebzi, ha a seb súlyos, egy sebhelyért egy, kettőért két, háromért három, négyért négy solidust fizessen. Ennél több sebhely nem veendő tekintetbe. |

## Gyermekei

A longobárdok (zölddel) és a bizánciak (narancssárgával) fennhatósága alatti területek Itáliában Rothari uralkodásának idején

- Rothari első feleségének a neve nem maradt fenn.[6] Ő egy fiút szült:
  - Rodoald[6] (637 – 653)
- Rothari másodszor Gundbergát,[6] Arioald longobárd király özvegyét vette feleségül.

## Eredeti források
- Origo Gentis Langobardorum
- Pauli Historia Langobardorum
- Fredegar
- Historia Langobardorum Codicis Gothani